# 韩遂
韓遂（145年前—215年），原姓名韩约，字文约，金城郡人，東漢末年凉州地区的割据军阀之一。

## 生平

### 早期
韓約早年為金城太守殷華故吏，曾和邊工、江英等設金城太守殷華碑。後奉命到京師洛陽，大將軍何進久聞其名特別跟他相見。韓約勸何進殺盡所有宦官但何進不聽，韓約因此認定何進必敗於是請求返回涼州。
中平元年（184年），羌人北宮伯玉叛，將時任涼州督軍從事的邊允和涼州從事韓约劫為人質，不予放還。韓约為免被殺，被迫加入叛軍，與邊允一起成為北宮伯玉叛軍軍師，之後成為叛軍首領。攻殺護羌校尉泠徵、金城太守陳懿。地方悬赏万户侯捉拿边允、韩约，二人于是改名边章、韩遂。
朝廷以董卓為中郎將，以左車騎將軍皇甫嵩作為副將討伐他們。皇甫嵩數次討伐不成，被宦官張讓、趙忠藉此讒言「連戰無功，所費者多」遭到免職，因此邊章、韓遂的勢力得開始壯大。朝廷再以司空張溫為車騎將軍，假節，以執金吾袁滂為副將。拜董卓為破虜將軍，與盪寇將軍周慎為張溫統率，領諸郡步兵騎兵約十餘萬駐軍美陽，以衞園陵。邊章、韓遂亦進兵美陽，一時令張溫、董卓等軍團處於劣勢。
同年十一月，天空出現長達十餘丈的流星，韓遂、邊章軍營中的戰馬受到驚嚇，二人認為這是不祥之兆，準備撤回金城。董卓聽到相當高興，在第二天和右扶風鮑鴻等人聚兵大破起義軍，斬首數千級。邊章、韓遂敗走榆中，張溫派周慎領三萬人去追討。張溫參軍事孫堅勸說周慎：「賊（指邊章、韓遂）城沒有穀糧，一定會有人運送糧食。我孫堅願意帶一萬個人斷了他們的道路，之後將軍您帶著主力斷後，叛軍一定困乏而不敢出戰。若邊章、韓遂走入羌中，我們就一起討伐他們，涼州就這樣平定下來了。」周慎不聽，引軍圍榆中城。而邊章、韓遂分屯葵園狹擊，反斷周慎運道。周慎怕得放弃戰車輜重而退。
中平三年（186年）春，韓遂殺邊章、北宮伯玉及李文侯，並擁兵十餘萬進圍隴西。
次年（187年），韓遂在金城為涼州刺史耿鄙討伐不成，這時陇西郡太守李参起兵反漢，與韓遂聯合，共殺涼州刺史耿鄙。而耿鄙的司馬扶風人馬騰、漢陽人王國自號「合眾將軍」背叛朝廷與韓遂合謀。共推王國為主，悉令領其眾，寇掠三輔。
中平五年（188年），圍陳倉。朝廷以董卓為前將軍，一同左將軍皇甫嵩擊破之。韓遂等人一起廢王國，並劫持先前擔任信都令的漢陽閻忠，強求他做領導人。閻忠為這件事情感到羞恥而發恚病死。之後韓遂等人爭權奪利造成自相殘殺，手下因此離開了他們。
董卓掌權時，韓遂和馬騰與董卓保持關係。初平三年（192年），董卓死後，韓遂、馬騰率眾前往長安。漢朝以韓遂為鎮西將軍，遣還金城，馬騰為征西將軍，遣屯郿。
興平元年（194年）三月，再度聯合馬騰出兵，與郭汜、李傕、樊稠大戰於長平觀，然則兵敗，遭斬首萬餘級，隨同起事的左中郎將劉範與前益州刺史种劭戰死。
韓遂與馬騰復還涼州後失和，更相戰爭，遂乃下隴佔據關中地區對峙。彼時曹操方事河北，慮其乘閒為亂，委由司隸校尉鍾繇駐防長安，鎮撫關中。鍾繇到任後立即修書兩封，陳述禍福後調解二人之爭，馬騰為表誠意，更遣其子馬超隨鍾繇進軍，討伐郭援、高幹於平陽，超將龐德陣斬郭援，大勝。然其後馬騰與韓遂不和日益嚴重，因而求還京畿徵為衞尉，以馬超為偏將軍，封都亭侯，續領馬騰部曲。

### 建安時期
建安七年（201年），乃拜馬騰征南將軍，韓遂征西將軍，並開府。後徵段煨為大鴻臚，病卒。復徵馬騰為衞尉，封槐里侯。馬騰乃應召，而留子馬超領其部曲。
十六年（211年），馬超與韓遂舉關中背叛曹操，曹操擊破之，關西聯軍為免作持久戰，只好送質子請和。曹操在謀士賈詡建議下會見韓遂。曹操與韓遂父親在同一年被推薦為孝廉，又與韓遂是同輩，曾有交情。當二人會面時在馬上不談軍事，只說當年在京都的舊事，拍手歡笑。曹軍又列出五千鐵騎作十重陣，精光耀日，聯軍驚訝，紛紛前來看曹操是什麼人，曹操笑著對他們說：「爾欲觀曹公邪！亦猶人也，非有四目兩口，但多智耳！（你們都想看曹某吧！我也只是一個普通人，不是有四隻眼睛、兩張嘴巴，只是較多智謀罷了！）」
會見完後，被馬超質問：「公何言！（曹操說了什麼！）」韓遂回答：「無所言也。（沒有什麼。）」馬超等對韓遂的態度十分懷疑，擔心他與曹操私下聯繫。過了幾天，曹操給韓遂書信，信中卻故意在多個言詞上塗塗抹抹，改來改去，就像是韓遂改動一樣；馬超等疑心愈來愈大，關西聯軍因此被曹操擊潰，導致韓遂、馬超敗走，馬騰坐夷三族。馬超攻殺涼州刺史韋康，復據隴右。
十九年（214年），天水人楊阜破馬超，馬超奔漢中，投降劉備。
二十年（215年）三月，曹操西征張魯，至陳倉，將自武都入氐；氐人塞道，先遣張郃、朱靈等攻破之。夏四月，曹操自陳倉以出散關，至河池。氐王竇茂眾萬餘人，恃險不服，五月，曹操攻屠之。韓遂走金城羌中，投靠郭宪，為其帳下西平、金城諸將麴演、蔣石、阳逵、田乐等所殺并斬首送往曹操（一作病死后被砍头），享年七十餘歲。
韓遂作为人质的子孙都被曹操处死。

## 家庭
義兄弟
- 馬騰，結為義兄弟[6]，以种邵、馬宇、劉範為內應，起兵十餘萬攻向長安勤王。

子女
- 韓氏，韓遂之子。在閻行勸說下送到京師作人質，因最終韓遂反叛而被曹操誅殺。
- 韓氏，韓遂之女。為使閻行忠心於自己，韓遂強迫閻行娶自己女兒為妻，並放棄京中父母的生命。

## 部下
- 成公英，韓遂心腹。善弓術，常為韓遂分析利害，對韓遂絕對忠心。勸說失意中的韓遂打消投靠劉備念頭，轉投昔日有恩的羌族，以捲土重來。韓遂病死後，率眾投降曹操。曹操向來敬重其人，拜他為軍師。之後作為參軍助張既平定胡人之亂。
- 閻行，韓遂部將。年輕時已有名聲，作為小將跟隨韓遂。在韓遂與馬騰爭權期間，閻行以矛戰馬超，幾乎殺死馬超。後擔任使者會見曹操，認為應停止叛亂生涯，答應送父母到京師處，並勸韓遂應送兒子到京師作質向京師表達忠誠。後韓遂決心聯合馬超反叛，於是強迫閻行迎娶自己女兒，並要他放棄自己京中父母的性命，曹操亦因而開始懷疑閻行，閻行最終率兵夜襲韓遂，沒能殺死韓遂，率眾投靠曹操，被封為列侯。

### 八健将
正史中關中諸將侯選、程銀、李堪、張橫、梁興、成宜、馬玩、楊秋等與韓遂、馬超聯合起兵反對曹操。
- 侯選，正史中兵敗渭南後，與程銀、龐德隨張魯歸降曹操，曹操恢復了侯選的官爵。
- 程銀，正史中敗於曹操後逃入漢中，最終隨張魯降曹，恢復了官爵。演義中與張橫於渭水之戰掉落陷馬坑戰死。
- 李堪，演義中跟隨韓遂投靠曹操共討馬超，李堪領一軍從橋下過，馬超挺槍縱馬之。李堪拖槍而走，恰好于禁從馬超背後趕來，禁開弓射馬超。超聽得背後弦響，急閃過，卻射中前面李堪，落馬而死。
- 張橫，演義中與程銀於渭水之戰掉落陷馬坑戰死。
- 梁興，正史潼關之戰次年，梁興在夏侯淵和鄭渾的討伐下被斬殺。在演義中，梁興在賈詡的反間計下，被馬超所殺。
- 成宜，演義中隨馬超等人夜襲曹操軍寨。他率領三十名騎兵前往哨探，侵入曹操中軍卻被伏兵包圍。結果被夏侯淵殺死。
- 馬玩，演義中馬超中曹操離間之計，與韓遂火併，馬玩等五將步戰圍攻馬超，不能取勝。他和韓遂、侯選、李堪、梁興、楊秋等一起參與密謀降曹，卻被馬超發現，與梁興被馬超砍死。
- 楊秋，正史中降曹後，隨張郃、郭淮等平定鄭甘、盧水之亂，升為討寇將軍，封臨涇侯。演義中為韓遂手下大將，後韓遂派楊秋為使前往曹營言割地求和之事，之後因遭中賈詡反間計的馬超的攻擊，不得已而降曹，被曹操封為列侯，守渭口。
  - 孔桂，楊秋部下。身手敏捷，善棋奕、蹹鞠。多次代表楊秋擔任使者拜見曹操，深得曹操喜愛留在身邊。

## 评价
- 孙坚：“章、遂跋扈经年。”
- 曹操：“观文约所为，使人笑来。”
- 荀彧：“关中将帅以十数，莫能相一，唯韩遂、马超（腾）最强。”
- 卫觊：“西方诸将，皆竖夫屈起，无雄天下意，苟安乐目前而已。”
- 陈琳：“近者关中诸将，复相合聚，续为叛乱，阻二华，据河渭，驱率羌胡，齐锋东向，气高志远，似若无敌。”
- 《进魏公爵为魏王诏》：“韩遂、宋建，南结巴、蜀，群逆合从，图危社稷。”
- 常璩：“汉末大乱，雄桀并起。若董卓、吕布、二袁、韩、马、张杨、刘表之徒，兼州连郡，众逾万计，叱吒之间，皆自谓汉祖可踵，桓、文易迈。”
- 乞伏昙达：“昔伯珪凭险，卒有灭宗之祸；韩约肆暴，终受覆族之诛。”
- 杨侃：“昔魏武与韩遂、马超据潼关相拒，遂、超之才，非魏武敌也，然而胜负久不决者，扼其险要故也。”
- 赵蕤：“袁本初虎视河朔；刘景升鹊起荆州；马超、韩遂，雄据於关西；吕布、陈宫，窃命於东夏；辽河海岱，王公十数，皆阻兵百万、铁骑千群，合纵缔交，为一时之杰也。”
- 胡三省：“遂与樊稠交马语而得以毙稠，与曹操交马语乃以自毙，然后知遂之所以遇稠者，非用数也。”
- 郝经：“马超父子勇冠西州，与韩遂颉翥为寇，残灭三辅，垦伤汉室。”“韩遂、马腾跳踉河右，坌起始乱，聚散不常，梗踣关辅三十余年，轶胜（陈胜）、广（吴广）矣。”
- 顾祖禹：“马超、韩遂挟羌胡之士而东，以曹操之用兵，几覆于潼关。幸而超、遂亦两相携贰，智计不立，卒以解散耳。终魏之世，关陇有事，必举国以争之。故以武侯、姜维之才智，而不获一逞也。”
- 《真诰》注：“遂乃骁雄，而未免寇难，乃得与刘备对仕，殊为不类。兼隶仙官，益复超显也。”

## 艺术形象

### 相關作品
- 《三國誌通俗演義》，羅貫中。

漢建寧五年、熹平元年（172年）生，韓遂、馬超被曹操打敗後，部下楊秋、李堪等要求投降，他接納，並派楊秋送降書，但被馬超知道，被斬了左臂。投降後被封為西涼候，嘉靖本額外記載韓遂於215年被馬夫殺死，而毛版之後便沒有韓遂的下落。

### 漫畫
- 《蒼天航路》（王欣太）
- 《火鳳燎原》（陳某）

### 影视
- 中國大陸中央電視台電視劇《三國演義》（1994年）：王奕
- 中國大陸電視劇《三国》（2010年）：宁生

## 延伸阅读
- 《後漢書·孝靈帝紀》 中平元年
- 《後漢書·董卓列傳》
- 《三國志 魏志·武帝紀》
- 《资治通鉴》卷五十八